# Przemysław Gintrowski

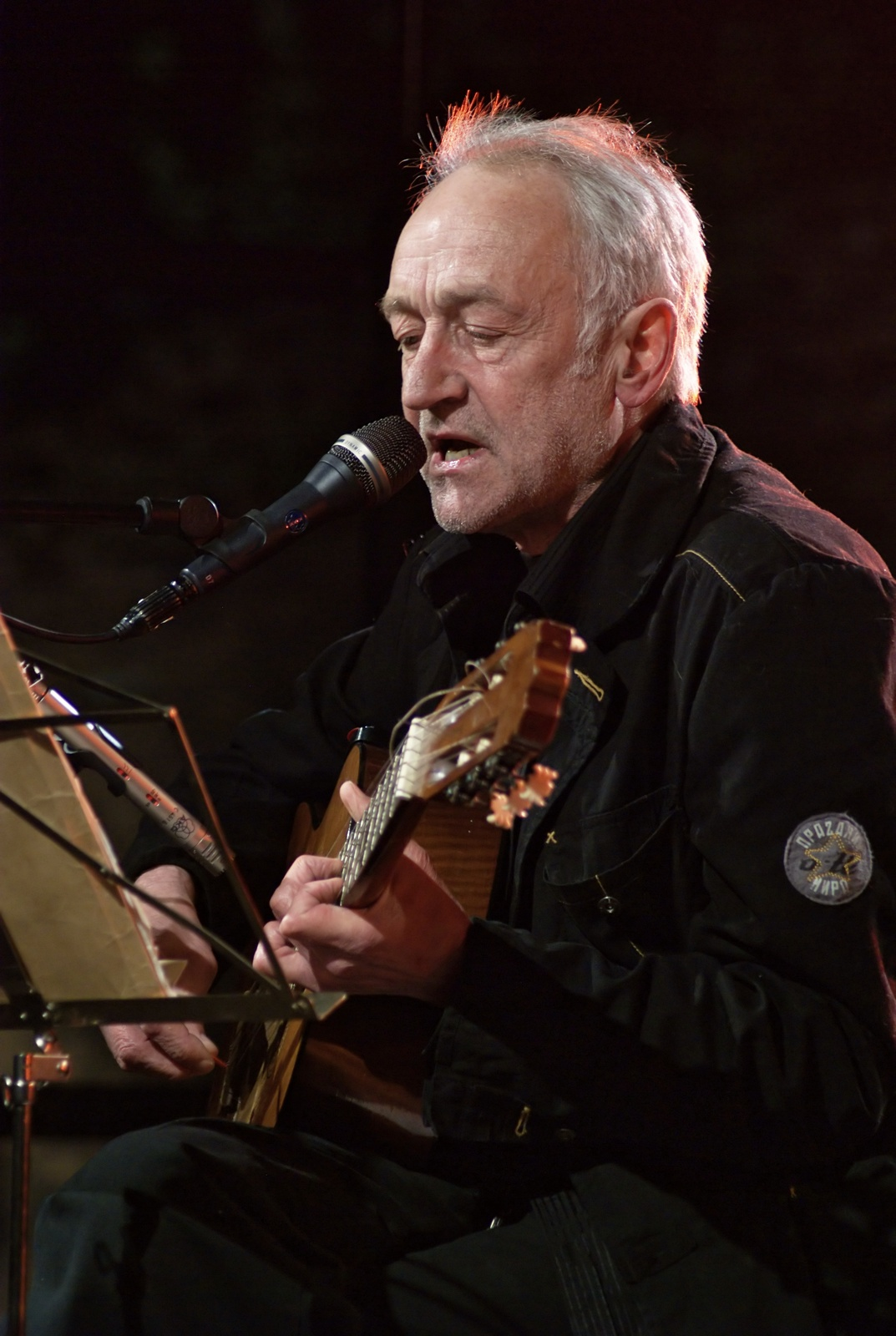
Przemysław Gintrowski

Przemysław Adam Gintrowski (* 21. Dezember 1951 in Stargard Szczeciński; † 20. Oktober 2012 in Warschau) war ein polnischer Komponist und Liedermacher.
Gintrowski gründete 1979 gemeinsam mit Jacek Kaczmarski und Zbigniew Łapiński ein später legendäres Liedermachertrio. Ihr Lied Mury (Mauern) nach dem katalanischen Lied L'Estaca von Lluís Llach wurde 1980/1981 während der Danziger und Stettiner Werftstreiks zur Hymne der Gewerkschaft Solidarność. Als im Dezember 1981 von General Wojciech Jaruzelski der Kriegszustand ausgerufen wurde, ging Kaczmarski ins Exil, und das Trio löste sich auf. Gintrowski arbeitete fortan als Solokünstler weiter und gab Konzerte im polnischen Untergrund. Untergrundverleger gaben seine Schallplatten heraus, Konzerte fanden ohne große Ankündigung mit nur wenigen Stunden Vorbereitung statt.
Mitte der 1980er Jahre bereitete er einen Liederabend für die Schauspielerin Krystyna Janda mit dem Titel Kamienie (Steine) vor. Das Programm konnte jedoch nie aufgeführt werden. Janda trat jedoch mit daraus stammenden Liedern auf und gewann mit einem Titel das Songfestival von Opole.
Nach dem politischen Wechsel in Polen unterstützte Gintrowski Anfang der 1990er Jahre die politischen Aktivitäten von Präsident Lech Wałęsa. Es ging ihm dabei vor allem um die Abrechnung mit den Kommunisten.
Außerhalb seiner Arbeit als politischer Liedermacher komponierte Gintrowski die Musik zu einigen Kinofilmen und Fernsehserien.  Dazu gehören unter anderem der Film Matka Królów (deutscher Titel: Mutter Krol und ihre Söhne) von Janusz Zaorski aus dem Jahr 1982 und die Fernsehserie Zmiennicy von Stanisław Bareja aus dem Jahr 1986.